# Dugenta
Dugenta est une commune italienne de la province de Bénévent dans la région Campanie en Italie.

## Géographie
Dugenta est une commune de la province de Bénévent, en Italie, située au pied du mont Taburno. Elle est traversée par le San Giorgio, un affluent du fleuve Volturno, qui passe au nord de Dugenta. Ce dernier sert d'ailleurs, de séparation entre la province de Caserte et la province de Bénévent. À l'ouest passe la rivière Isclero, servant de limite avec la commune de Limatola.
Ayant une vocation agricole, elle est essentiellement composée de prairies et de collines boisées. La partie habitée se trouve le long de cinq routes divergentes, dont le Fondo Valle Isclero et l'ancienne SS 256 Sannitica, reliant Naples à Campobasso.

### Communes limitrophes
| Limatola            | Castel Campagnano   | Melizzano,Frasso Telesino |
| Limatola            | Dugenta             | Frasso Telesino           |
| Sant'Agata de' Goti | Sant'Agata de' Goti | Sant'Agata de' Goti       |

### Hameaux
En plus de Dugenta, treize localités font partie de la commune : Campellone, Cantalupi, Case sparse, Cocola, Fossi, Fossi II, Fossi III, Germinesi, Lamia, Moscarella, San Nicola, Santa Maria Impesole, Tore.

## Économie
L'agriculture dispose d'une place importante dans la commune.

## Administration
| Période                                  | Période  | Identité          | Étiquette | Qualité |
| ---------------------------------------- | -------- | ----------------- | --------- | ------- |
| 1993                                     | 1997     | Clemente Di Cerbo |           |         |
| 1997                                     | 2001     | Clemente Di Cerbo |           |         |
| 2001                                     | 2006     | Miguel Viscusi    |           |         |
| 2006                                     | 2011     | Ada Renzi         |           |         |
| 2011                                     | 2016     | Ada Renzi         |           |         |
| 2016                                     | en cours | Clemente Di Cerbo |           |         |
| Les données manquantes sont à compléter. |          |                   |           |         |